# Mon futur moi et moi
Mon futur moi et moi (My Future Self n' Me en version originale) est le seizième épisode de la sixième saison de la série animée South Park, ainsi que le 95e épisode de l'émission.
Cet épisode est une caricature appuyée de certaines campagnes de prévention contre la drogue auprès des plus jeunes. Souvent, en effet, les parents préfèrent terroriser leurs enfants en inventant des effets secondaires catastrophiques (tels que « Prendre un exta peut vous tuer sur le coup ! ») plutôt que leur expliquer en quoi consiste la dépendance.

## Synopsis
Un homme se présentant comme Stan Marsh arrive à South Park, prétendant arriver du futur. Le « Stan du passé » (c'est-à-dire le « Stan actuel ») est tout d'abord effaré de voir son « futur moi » ressembler à une véritable loque humaine, mais il comprend bientôt que cet « homme du futur » cache quelque chose de louche.